# Charles Messier
Charles Messier (Badonviller, 26 giugno 1730 – Parigi, 12 aprile 1817) è stato un astronomo francese.
È famoso per aver compilato un catalogo di 110 oggetti (principalmente nebulose e ammassi stellari), che porta il suo nome (Catalogo di Messier). Questo catalogo fu pubblicato per la prima volta nel 1774; gli oggetti di Messier erano numerati da 1 a 110 (oggi convertiti nei numeri di catalogo da M1 a M110, con la M che indica il catalogo di Messier) e spesso sono ancora conosciuti con questi nomi.
Il suo scopo nel creare il catalogo era di aiutare i cacciatori di comete (come Messier stesso), e altri osservatori del cielo, a distinguere gli oggetti dall'apparenza diffusa ma fissi nel cielo, che potevano essere scambiati per comete. L'osservazione di queste ultime era infatti molto importante al tempo di Messier, mentre le nebulose dai contorni poco definiti visibili in posizioni fisse del cielo erano per lo più inspiegate ed ignorate, anche per la mancanza di mezzi tecnici (come telescopi sufficientemente potenti) che permettessero di studiarle in dettaglio. Ironia della sorte, Messier diventerà famoso per aver catalogato gli oggetti che non voleva vedere.

## Vita e opere

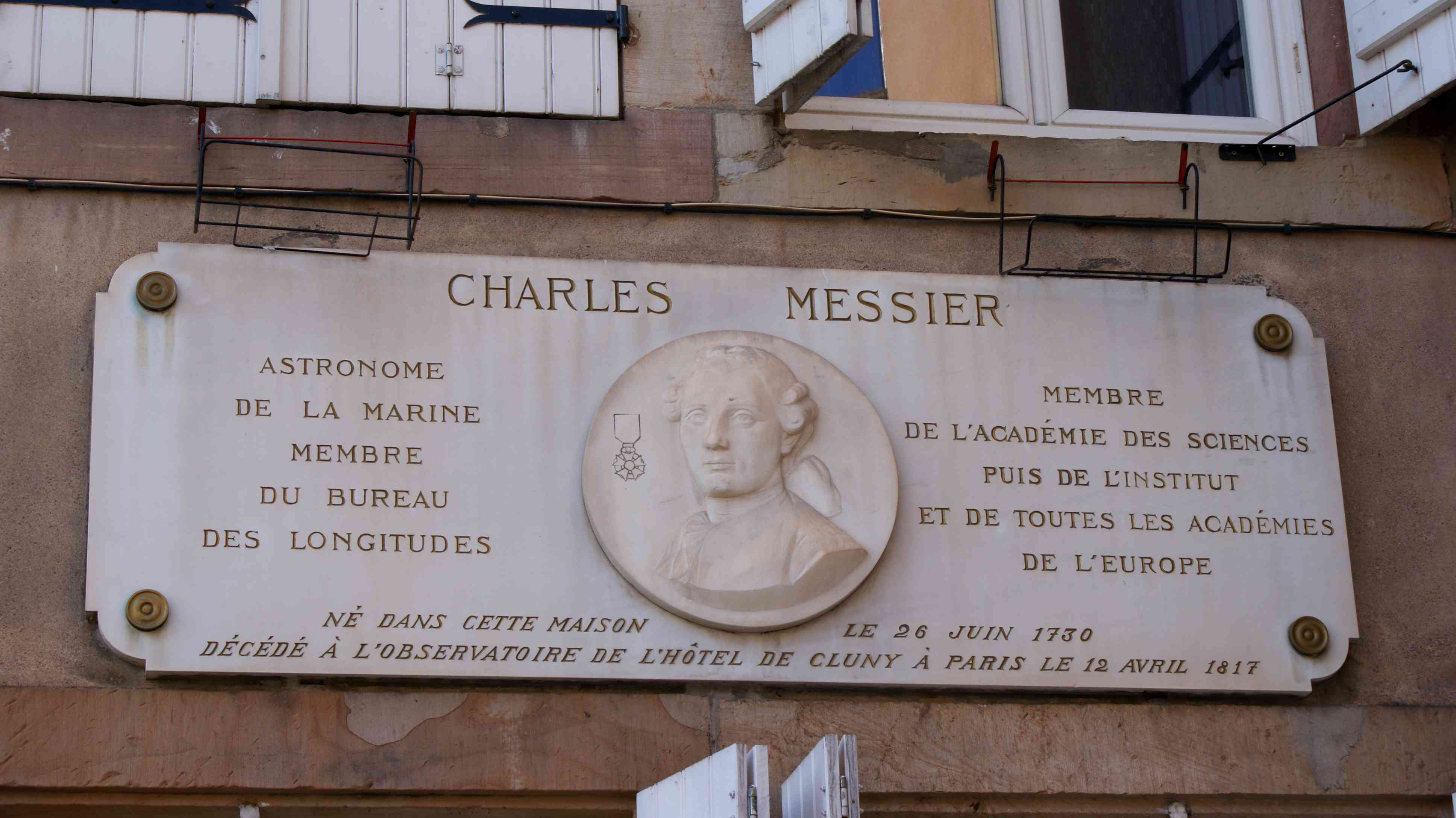
Placca commemorativa sulla sua casa natale.

Nato il 26 giugno 1730 a Badonviller, cittadina del Nord-Est della Francia da Nicolas Messier (1682-1741) e da Françoise Grandblaise (?-1765).
Charles Messier, decimo di dodici fratelli, rimase orfano di padre quando non aveva ancora undici anni. A ventuno anni decise di abbandonare la propria casa nativa per trasferirsi in città in cerca di fortuna, senza altra raccomandazione che una scrittura chiara e leggibile e qualche rudimento di disegno. Dirà di sé stesso: "ero nella condizione di condurre uno studio di un amministratore o di un procuratore della corte".
Arrivato a Parigi, Messier venne assunto dall'astronomo Joseph Nicolas Delisle (Parigi 1688-1768) possessore di un osservatorio privato, presso l'Hôtel de Cluny. Messier fu incaricato di tenere i registri delle osservazioni, ma, innanzi tutto, di copiare una mappa della Grande muraglia cinese e una pianta di Pechino. Lavorando presso questo osservatorio, Messier si ricordò del piacere che aveva provato nell'osservare la cometa del 1744, una delle più curiose tra quelle dell'epoca, e l'eclisse di Sole del 1748, che fu fattore scatenante della vocazione di Lalande e Maskelyne (Londra 1732- Greenwich 1811). Così, seguendo gli insegnamenti di Delisle e di Libour, che lo iniziò nell'uso degli strumenti astronomici e all'osservazione delle comete e delle eclissi, Messier cominciò ad osservare il cielo.
In suo onore sono stati chiamati l'asteroide 7359 Messier e il cratere Messier sulla Luna.

### Alla ricerca della Cometa di Halley

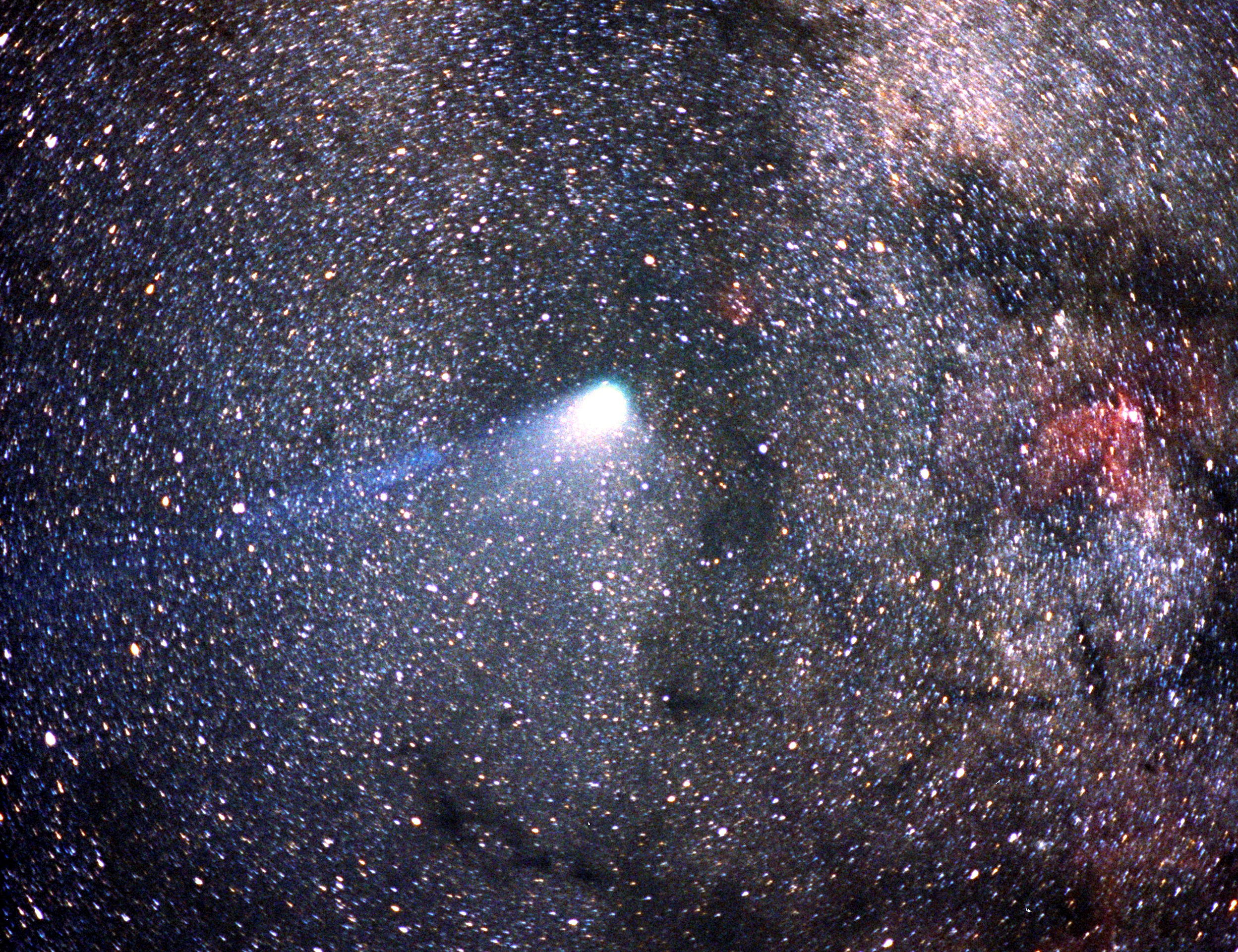
La cometa di Halley

Sin dalla fine del 1753, scrive Messier nelle proprie memorie: "iniziai ad essere ben esercitato in quel genere di lavori che più mi si confacevano", e ai quali avrebbe poi dedicato l'intera vita. In quel periodo l'attenzione degli astronomi era puntata sul primo ritorno di una cometa previsto da Halley per il 1758. Nelle Memorie della società astronomica di Francia del 1760, vi è un passo in cui Delisle, parlando a nome di Messier, racconta i preparativi fatti per individuare la cometa prima degli altri astronomi, vantandosi del successo. Nel 1531 la cometa era stata avvistata 18 giorni prima del perielio, nel 1607 si vide 33 giorni prima e, nel 1682, 24 giorni prima. In queste tre apparizioni della cometa nessuno la cercava e la si scoprì quando essa era già molto luminosa e appariscente. Delisle ipotizzò che con il telescopio si sarebbe potuta vedere almeno un mese prima del perielio. Per facilitare la ricerca egli calcolò, sulla base degli elementi orbitali determinati da Pingré, il percorso che avrebbe seguito in cielo. Messier realizzò una carta celeste in cui riportò i due percorsi estremi previsti per la cometa e con tale schema a disposizione avrebbe potuto scoprirla per primo.
Jean Sylvain Bailly, nella sua Storia dell'astronomia moderna (Parigi 1782) descrisse così gli eventi di quegli anni di febbrile attesa:
(Bailly, Storia dell'astronomia moderna)
Messier mostrò in quella occasione una grande volontà, trascorrendo le notti di quasi 18 mesi nell'alto della torre dell'osservatorio in cerca della cometa in una zona di cielo in cui la stessa non poteva esserci (la sua carta era semplicemente sbagliata). Messier, nelle memorie del 1760, continua così:
Egli non dice che senza la minima fatica un contadino Sassone di nome Palitzsch, nella notte di Natale del 1758, quasi un mese prima di lui, vide casualmente ad occhio nudo la cometa e che alcuni giorni dopo la si osservò anche in Germania. Solo per un insieme di circostanze, e per fortuna di Messier, la notizia non arrivò sino in Francia. Nonostante la scoperta, come ricordava il pronipote dell'astronomo, Delisle per una sua bizzarra forma di gelosia impedì all'allievo di divulgare la notizia del ritorno di un astro così importante, atteso con trepidazione da tutta la comunità scientifica. Messier successivamente scrisse:
Cosa incomprensibile, dato che Nicolas Louis de Lacaille (Rumigny, Champagne, 1713 - Parigi 1762) e gli altri astronomi di Francia non avevano motivo per essere gelosi di Delisle, poiché avevano già il loro bel da fare per poter permettersi, privi di aiuto com'erano, di perdere le notti di un intero anno per cercare una cometa che magari non sarebbe tornata affatto. Probabilmente gli astronomi di Francia, tacitamente, avevano già affidato a Delisle il compito della ricerca e i meriti dell'eventuale scoperta. In effetti, una simile attività si adattava perfettamente al figura di Messier che sino ad allora non aveva avuto modo di farsi apprezzare dagli accademici. Così, inevitabilmente, la notizia del ritorno della cometa si diffuse anche in Francia.
Fu Johann Tobias Mayer (Marbech, Württemberg, 1723 - Gottinga 1762) a scrivere a La Caille e allo stesso Delisle che la cometa era stata vista e "calcolata" in Germania; solo allora Delisle si decise a divulgare la scoperta di Messier. Gli altri astronomi a quel punto inorridirono, parecchi di loro non credettero nemmeno alle osservazioni del Messier e "si scrisse contro il sig. Delisle su tutti i giornali". Dal canto suo, Delisle non credette alla notizia del "paesano Sassone che casualmente scopre la cometa"! Non dimentichiamo che Messier aveva seguito in precedenza, su indicazione di Dresde, la cometa del 1758. Ma inutilmente, perché anche in questo caso le osservazioni protrattesi dal 15 agosto al 2 novembre, non furono mai divulgate. Lo stesso inspiegabile silenzio fu imposto a Messier anche per la cometa che scoprì il 2 gennaio 1760. Il comportamento di Delisle è ancora più incomprensibile se si pensa che l'astronomo non usò in alcun modo le osservazioni di Messier. In ogni campo è sempre difficile per le nuove leve emergere, e così è stato anche per Messier che anni dopo ricorderà così l'episodio:

### L'inizio del catalogo e la caccia alle comete
La cometa del 1758 è importante per un fatto curioso che sarà determinante per la successiva attività astronomica di Messier e per la sua fama futura. La notte del 28 agosto accadde infatti che la cometa:
Messier scoprì quella notte la nebulosa del Granchio che sarà poi catalogata come M1, ossia, il 12 settembre dello stesso anno, diverrà il primo oggetto del catalogo di oggetti non stellari a cui il francese deve la sua fama tra i posteri.
In quegli anni, possiamo dire per fortuna, l'ormai vecchio Delisle decise di rinunciare alla carriera di astronomo del collegio reale, per dedicarsi interamente ad attività caritatevoli. Non si deve infatti credere che Delisle sia stato un individuo avaro e individualista il cui unico interesse fosse ammassare libri e raccogliere testi e osservazioni più per il gusto della rarità che per il loro valore scientifico. Nell'arco della sua vita ebbe modo di svolgere una grossa mole di lavori e di essere maestro tra gli altri, niente meno che di Lalande il quale, sebbene probabilmente esagerando, parla così dell'insegnante:
Probabilmente a causa di alcuni approfittatori che abusarono della sua bontà, Delisle finì la propria vita in miseria tanto che quando morì l'undici settembre 1768, gli amici dovettero far colletta per assicurargli un funerale decente. Messier abbandonato a sé stesso poté finalmente dedicarsi con profitto all'attività di ricerca che più prediligeva ed i risultati furono davvero notevoli: per quindici anni scoprì praticamente tutte le comete apparse nel cielo di Parigi e le seguì accuratamente.
Alcune scoperte furono propiziate dal caso come avvenne per le comete del 1766. In Connaissance des Temps scrive:
Ma questi colpi di fortuna non potevano certamente essere la norma! Messier scrutava il cielo tutte le notti serene, sistematicamente e con competenza. Non dimentichiamo infatti che Messier non era all'epoca l'unico astronomo in attività e anche altri studiosi sorvegliavano attentamente il cielo da ogni parte del mondo, cercando a loro volta di scoprire per primi le comete. Le continue scoperte di Messier ci fanno capire quanto assiduamente e con quale abilità egli doveva osservare. A proposito della cometa scoperta nel 1769 scrive:
Pingré che era sul mare, tra Tenerife e Cadice, trovò l'11 settembre 90°, ma così debole alla sua estremità che il sorgere di Venere fu sufficiente per farne sparire parecchi gradi […].»
Alle volte però, la dea bendata era capace di giocargli brutti scherzi. Scrive Messier a proposito della cometa del 1787:
Il sistematico lavoro di osservazione seguito da Messier, già di per sé duro, doveva essere veramente difficile durante l'inverno parigino. I mezzi a disposizione degli astronomi non erano neanche minimamente paragonabili a quelli di oggi. L'osservazione si svolgeva similmente a come si svolge oggi quella degli astrofili: si doveva rimanere all'aperto per l'intera notte con l'occhio all'oculare, manualmente si puntava il telescopio e si eseguiva la compilazione del registro delle osservazioni nonché i disegni, ovviamente tutto al lume di candela o di lampada a petrolio.
Scrive ancora:
Nel suo diario personale egli ricorda ancora che l'inverno del 1788-1789 fu terribilmente rigido, la Senna gelò ed:

### Arrivano i riconoscimenti
Nonostante i disagi Messier osservava costantemente anche durante questi periodi di freddo intenso e le scoperte gli permisero di ottenere rapidamente fama ed onori in ogni parte del mondo. Egli abitualmente riportava il percorso dell'astro su opportune mappe celesti realizzate con estrema cura e precisione, mentre per il calcolo dell'orbita egli aveva creato una specie di società con il presidente dell'Accademia delle scienze Bochart de Saron (1730-1794), suo amico. Uomo di profonda cultura, il Saron si era specializzato nel calcolo delle orbite cometarie; Messier dunque passava al collega le osservazioni dell'astro appena scoperto ed egli molto rapidamente ne determinava gli elementi orbitali, informando l'astronomo del cammino seguito dalla cometa dopo il ritorno dall'immersione nei raggi solari, agevolando in tal modo il riavvistamento. La Harpe ci informa del fatto che Luigi XVI chiamava Messier "il furetto delle comete" per la sua innata abilità nello scoprirle.
L'invio della mappa di una delle tante comete da lui scoperte al re di Prussia gli valse la nomina a membro
dell'Accademia di Berlino. La raccomandazione di La Harpe in Russia ebbe lo stesso successo e Messier divenne membro dell'Accademia di Pietroburgo, mentre già dal 1758 era membro della Società Reale di Londra. L'aumento di notorietà portò a Messier anche maggior agiatezza dal punto di vista economico dato che venne nominato astronomo della marina. Quasi ogni nuova scoperta gli valeva l'ammissione ad una Accademia straniera mentre in patria le cose non andavano così bene. La nomina a membro dell'accademia delle scienze di Parigi non gli veniva affatto concessa. Gli si rimproverava di essersi dedicato troppo esclusivamente all'osservazione, trascurando completamente la teoria. Nel resto d'Europa non lo si giudicava così severamente e dopo la morte di La Caille, Messier divenne per tutti il primo astronomo di Francia. Il tempo gli rese comunque giustizia e a
poco a poco gli accademici, abituatisi all'idea di conferire il titolo ad un semplice osservatore, si convinsero ammettendolo infine tra loro nel 1770. D'altro canto, egli aveva fatto tutto ciò che umanamente gli era possibile con i modesti mezzi di cui disponeva. Una buona vista, un eccellente telescopio, un orologio a pendolo e poco altro. Ebbene, osservò tutte le comete, le eclissi, i passaggi sul disco del sole di Mercurio e Venere, e li osservò bene!
Il primo lavoro che egli presentò agli accademici di Francia, inserito nel volume delle Memorie dell'Accademia Reale delle scienze del 1771, è dedicato proprio al catalogo intitolato: Catalogo di Nebulose e ammassi di stelle che si sono scoperti tra le stelle fisse sull'orizzonte di Parigi. Lo presentò così:
Questa prima versione del catalogo conteneva 45 oggetti di cui gli ultimi due, il presepio (M44) e le Pleiadi (M45), essendo già ben noti, furono probabilmente inseriti per arrivare ad un numero tondo.
Messier seguì con attenzione anche i pianeti esterni e quando venne informato da Maskelyne della scoperta di Urano, avvenuta il 13 marzo 1781 da parte di Herschel (Hannover 1738, Slough Buckinghamshire 1822), ne osservò attentamente il cammino tra le stelle comunicando tempestivamente le posizioni a Saron. Fu quest'ultimo che fece la grande scoperta. Non si trattava di una cometa come si era creduto in un primo momento, bensì di un nuovo pianeta, più distante di tutti quelli sino allora conosciuti. Grande merito ad Herschel ma certamente anche ai due francesi. L'osservazione del nuovo pianeta lo tenne occupato per quasi un anno sino a quando non gli accadde un grave incidente. Era il 6 novembre 1781. Recatosi ai giardini di Monceaux con il presidente Saron e figli, Messier entrò in una grotta che casualmente aveva attirato la sua attenzione. All'interno di questa, nell'oscurità, distrattamente varcò una porta che apparentemente doveva portarlo in un'altra grotta: era una ghiacciaia. L'astronomo cadde da un'altezza di circa 8 metri su un blocco di ghiaccio. Nell'urto si spezzò entrambe le braccia, un femore, due costole e si ferì alla testa. Malgrado l'abilità del chirurgo suo collega all'accademia che lo curò, la guarigione fu lenta. Tutti gli accademici, di ogni grado, presero parte al suo dolore preoccupandosi di non fargli mancare nulla; successivamente gli fecero anche avere una pensione di mille livree e una gratificazione di 2400. Un anno e tre mesi dopo la caduta, Messier poté rimettere piede sulla torre dell'osservatorio per osservare il passaggio di Mercurio sul disco solare del 12 novembre 1782.

### Gli anni della Rivoluzione
Arrivò la rivoluzione, Parigi era in subbuglio e i soldi per mantenere gli accademici e i ricercatori in genere sembravano mal spesi. L'Accademia delle Scienze venne soppressa nel 1793 su decreto della Convenzione. I "moderni ciarlatani" - così gli accademici venivano definiti in uno scritto di Marat - venivano privati dei loro privilegi. Agli occhi dei giacobini l'Accademia era solo un centro di corruzione e parassitismo, di intrighi e servilismo verso l'Ancien Régime.
Messier nel giro di pochi giorni si vide togliere la pensione e lo stipendio che riceveva dall'osservatorio della marina che, al tempo stesso, smise di pagare l'affitto del palazzo sede dell'osservatorio dell'Hôtel de Cluny. Messier perse anche l'importante opportunità di essere incaricato di far parte dell'équipe, presieduta da Giuseppe Luigi Lagrange, che doveva uniformare e razionalizzare il sistema di pesi e misure. Il ministro Turgot pensò infatti di sostituire le vecchie unità di lunghezza con una nuova: l'unità di lunghezza doveva essere quella del pendolo il cui periodo di oscillazione è di un secondo esatto. Questa unità ha il vantaggio di poter essere determinato con l'esperimento piuttosto che per confronto con un campione prestabilito, evitando i fastidiosi spostamenti necessari per recarsi ove il campione stesso è conservato. L'idea di Turgot era quella di incaricare Messier per questo importante lavoro ma sfortunatamente, il materiale necessario per gli esperimenti non era pronto e quando lo fu, Turgot non era più ministro.
Per nulla turbato dalla gravosa situazione economica, Messier decise di non cambiare nessuna delle sue abitudini, malgrado l'imbarazzo della posizione in cui si venne a trovare. Furono anni difficili per Messier e per la scienza francese in genere. Ciò nonostante, l'astronomo mise mano ai propri risparmi nella certezza che le pur modeste risorse gli sarebbero bastate per sopravvivere, grazie anche alla parsimonia di cui era capace. Certamente dovette attraversare momenti duri e molte volte fu costretto a chiedere aiuto all'amico Lalande, anche solo per rifornire di olio la lampada che usava la notte per le osservazioni. Nel settembre 1793 Messier scoprì una nuova cometa in Ophiuco. Gli astronomi parigini erano dispersi, rimaneva solo Saron, ma in prigione. Messier riuscì ugualmente a far pervenire le osservazioni al collega il quale, pochi giorni prima di essere ghigliottinato dai rivoluzionari, riuscì a calcolare l'orbita della nuova cometa.
Ricordiamo che la rivoluzione costò la vita ad altri cinque accademici: Lavoisier, Bailly, Malesherbes, il duca di Rochefoucauld e Condorcet. Più tardi Lagrange scriverà a proposito della decapitazione di Lavoisier:

### Gli ultimi anni
Passata la bufera rivoluzionaria fortunatamente arrivarono giorni migliori. L'Istituto, il Bureau delle Longitudini e la Legion d'Onore, di cui venne successivamente membro, ripararono con abbondanza alle perdite subite e Messier poté usufruire di una serie di agevolazioni che sfruttò per far del bene alla propria famiglia. Dal matrimonio non aveva avuto figli e la moglie era scomparsa ormai molti anni prima, morirono anche il fratello e la sorella che aveva chiamato a vivere con sé; gli rimaneva soltanto una nipote, madame Bertrand. Fu lei che lo assistette negli ultimi diciannove anni della sua lunga vita.
Messier continuò ad osservare senza soste sino all'età di 82 anni, dopo di che la vista gli si abbassò considerevolmente rendendogli impossibile l'osservazione. Gli divenne difficile anche leggere e scrivere in pieno giorno e fu questo fatto che probabilmente gli impedì di riordinare le proprie memorie. Colpito da idropisia, morì nella notte dell'11 aprile 1817, all'età di ottantasei anni.
Gli è stato dedicato un asteroide, 7359 Messier.

## Il Catalogo di stelle e nebulose
L'opera che gli ha dato fama duratura è il catalogo di nebulose e ammassi di stelle. Tuttavia la realizzazione del catalogo non è vissuta da Messier come un'opera importante. Egli è un cercatore di comete e non di ammassi stellari o altro, sebbene abbia svolto molte osservazioni slegate dalle ricerche cometarie, quali ad esempio le osservazioni planetarie. Tale è l'ostinazione che egli mostra nel ricercare le comete che non è chiaro quale sia stato lo stimolo che l'ha spinto alla stesura del catalogo di 110 oggetti. Un'ipotesi plausibile è che lo spunto si debba proprio a questo suo maniacale interesse per le comete. Durante le osservazioni gli accadeva infatti di imbattersi in oggetti nebulosi
di modeste dimensioni che, con i piccoli telescopi da lui usati, apparivano del tutto uguali ad una cometa, perché:
È possibile che riportasse su una lista tutti gli oggetti che potevano sembrare delle comete in modo da non essere più tratto in inganno.
Tuttavia nel presentare il catalogo agli accademici egli espressamente dice:
Messier presenta dunque all'accademia un lavoro che era bene si facesse, a prescindere da un eventuale uso legato alla ricerca delle comete.
Nelle Memorie dell'Accademia Reale delle Scienze egli descrive un fatto, parlando della cometa da lui scoperta nel marzo del 1766, che è molto significativo:
avevo scoperto in molti anni, ne trovai una indicata a poca distanza […]. La sua descrizione è stata riportata così nel mio giornale delle osservazioni: "ho lavorato alla ricerca delle nebulose la notte del 25 agosto 1764, ne ho scoperta una vicino alla stella &Alfa; del grande Triangolo […]. Questa nebulosa {si tratta della galassia M33} è una macchia biancastra con 15' di diametro con luminosità uniforme […]". Pensai che era questa la nebulosa che stavo osservando e perdei tutte le speranze per l'indomani: ma trovai il contrario, il giorno seguente, ciò che avevo visto alla vigilia aveva cambiato posizione, si era avvicinata alla stella alla quale l'avevo paragonata la vigilia e riconobbi che la stella era Η del legaccio dei pesci […].»
Qui Messier cerca ugualmente l'improbabile nuova cometa, anche se la posizione suggerisce fortemente che l'oggetto osservato sia una nebulosa già nota. Almeno in questo caso particolare è palese che egli è talmente ossessionato dal desiderio di scoprire nuove comete che non si fida del catalogo, vuole comunque sincerarsi della vera natura dell'oggetto osservato. Inoltre, citando sé stesso, egli dice: "ho lavorato alla ricerca delle stelle nebulose", indicando chiaramente che almeno negli anni a cavallo del 1764 egli ha volutamente cercato le "stelle nebulose".
Il catalogo di Messier non è il primo catalogo di oggetti non stellari che sia stato stilato, ma è per la sua ottima fattura che esso è stato tramandato sino a noi. Per esempio, William Herschel, che operò pochi anni dopo Messier e che catalogò da solo migliaia di oggetti, evitò attentamente di dare un nome e nuova catalogazione
agli oggetti contenuti nel catalogo di Messier, a riprova della stima e della considerazione che aveva per l'astronomo francese.

## Comete scoperte
In totale gli viene attribuita la scoperta (o co-scoperta) di 13 comete:
- C/1760 B1 (Messier)
- C/1763 S1 (Messier)
- C/1764 A1 (Messier)
- C/1766 E1 (Messier)
- C/1769 P1 (Messier)
- D/1770 L1 (Lexell)
- C/1771 G1 (Messier)
- C/1773 T1 (Messier)
- C/1780 U2 (Messier)
- C/1788 W1 (Messier)
- C/1793 S2 (Messier)
- C/1798 G1 (Messier)
- C/1785 A1 (Messier-Mechain)